# 达浑都督府
达浑都督府，唐朝时设置的羁縻都督府。
永徽元年（650年），以薛延陀部落置，约在今蒙古国戈壁阿尔泰省中部。开耀元年（681年），侨治夏州宁朔县（今陕西省靖边县东北）界，属夏州都督府。 